# Luigi Brugnatelli
Luigi Brugnatelli (Sairano, 9 dicembre 1859 – Pavia, 27 aprile 1928) è stato un mineralogista italiano.

## Biografia
Discendente di una famiglia di scienziati (il più celebre fu il bisnonno, Luigi Valentino Brugnatelli, ma anche il nonno Gaspare, chimico e naturalista, e il padre, Tullio, ingegnere e chimico, furono docenti dell'ateneo pavese), tenne dal 1895 fino alla morte (1928) la cattedra di Mineralogia nell'Università degli Studi di Pavia (dal 1904 come ordinario). Dal 1922 fu anche socio corrispondente dell'Accademia dei Lincei.
Il 24 febbraio 1918 divenne socio dell'Accademia delle scienze di Torino.
Nel corso della sua carriera scientifica ebbe modo di descrivere nuovi minerali, come l'artinite, che dedicò all'amico e collega Ettore Artini. E, a sua volta, Artini gli dedicò, in seguito la brugnatellite.
Alla sua morte, avvenuta nel 1928, lasciò l'abitazione di famiglia al comune di Pavia disponendo che venisse messa a disposizione dell'università. Qui venne in seguito trasferito il collegio femminile fondato nel 1429 dal cardinale Branda Castiglioni. L'istituzione esiste tuttora col nome di Collegio Castiglioni-Brugnatelli. 